# 四条隆益
四条隆益（しじょう たかます、享禄4年（1531年）1月19日 - 永禄10年（1567年）9月8日）は、室町時代後期の公卿。

## 官歴
- 天文12年（1543年）：従五位上、侍従
- 天文13年（1544年）：甲斐介
- 天文15年（1546年）：正五位下
- 天文16年（1547年）：下野介、左少将
- 天文17年（1548年）：従四位下
- 天文21年（1552年）：従四位上、左中将
- 弘治2年（1556年）：正四位下
- 永禄4年（1561年）：従三位
- 永禄6年（1563年）：参議、右衛門督

## 系譜
- 父：四条隆重
- 母：吉田兼満の娘
- 養子：四条隆昌（冷泉為益の子）